# 1731 en santé et médecine
| Années de la santé et de la médecine : 1728 - 1729 - 1730 - 1731 - 1732 - 1733 - 1734    |
| Décennies de la santé et de la médecine : 1700 - 1710 - 1720 - 1730 - 1740 - 1750 - 1760 |

Cet article présente les faits marquants de l'année 1731 en santé et médecine.

## Événements
- 17 mars : arrêt du Conseil d'État du roi instituant la Commission des remèdes spécifiques[1].
- 18 décembre : création de l'Académie royale de Chirurgie en France[2].

Non précisé
- Création de l'École de médecine navale de Brest[3].

## Naissances
- 24 juillet : Louis Claude Cadet de Gassicourt (mort en 1799), chimiste et pharmacien français[4].
- 12 décembre : Erasmus Darwin (mort en 1802), médecin, poète, botaniste et inventeur britannique[5].

## Décès
- 6 janvier : Étienne-François Geoffroy (né en 1672), médecin et chimiste français[6].
- 22 février : Frederik Ruysch (né en 1638), médecin néerlandais, professeur d'anatomie et de botanique[7].
- 26 mars : Magnus von Bromell (né en 1679), médecin suédois[8].
- 25 décembre : Caspar Commelijn (né en 1668), médecin et botaniste néerlandais[9].